# Rockhampton Region
Rockhampton Region är en region i Australien. Den ligger i delstaten Queensland, omkring 580 kilometer nordväst om delstatshuvudstaden Brisbane. Antalet invånare är 118 043.
Följande samhällen finns i Rockhampton:
- Rockhampton
- Yeppoon
- Mount Morgan
- West Rockhampton
- The Caves
- Stanwell
- Ridgelands
- Walterhall
- Westwood

I omgivningarna runt Rockhampton växer huvudsakligen savannskog. Runt Rockhampton är det mycket glesbefolkat, med 2 invånare per kvadratkilometer. Genomsnittlig årsnederbörd är 1 202 millimeter. Den regnigaste månaden är januari, med i genomsnitt 232 mm nederbörd, och den torraste är augusti, med 16 mm nederbörd.